# Ples, Moravče
Ples je naselje v Občini Moravče.